# Elvetea
Elvetea (oficialmente en euskera: Elbete) es una localidad de la Comunidad Foral de Navarra (España), del municipio de Baztán situado a 58,5 kilómetros de Pamplona, en la Merindad de Pamplona, junto a Elizondo.
Llama la atención su singular iglesia porticada, con la casa parroquial adosada al pórtico. Fuera del casco urbano hay dos bellos palacios barrocos: de Jarola y Azkoa.

## Personajes célebres
- Miguel de Múzquiz y Goyeneche.[2]